# CD Crucis

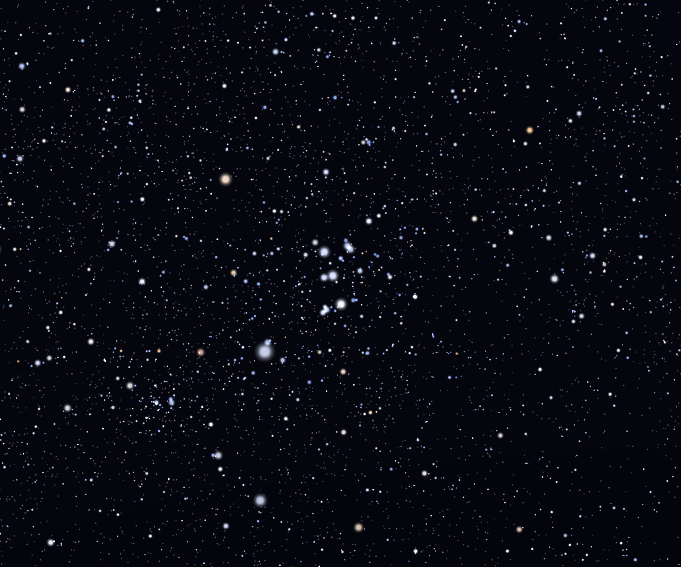
NGC 4609 i mitten Hogg 15 nere till vänster

CD Crucis eller HD 311884, är en dubbelstjärna belägen i mellersta delen av stjärnbilden Södra korset nära den svaga öppna stjärnhopen Hogg 15. Den har en högsta skenbar magnitud av ca 10,71 och kräver ett teleskop för att kunna observeras. Baserat på parallax enligt Gaia Data Release 2 på ca 0,234 mas beräknas den befinna sig på ett avstånd av ca 14 200 ljusår (ca 4 300 parsec) från solen. Den rör sig bort från solen med en heliocentrisk radialhastighet av ca 8 km/s.

## Observation
Hogg 15 är en liten svag öppen stjärnhop som beräknas ligga cirka 4200 parsec från solen. CD Crucis anses vara en trolig medlem av hopen och den ljusaste medlemmen med över en magnitud. Den ligger utanför den centrala kondenseringen på två bågminuter av hopen, men väl inom de yttre gränserna som upptäckts för ingående stjärnor. Stjärnhopen beräknas vara endast åtta miljoner år gammal.
Det ljusare och närmare stjärnhopen NGC 4609 ligger skild med 10 bågminuter och båda hoparna är nära mitten av den mörka nebulosan Kolsäcken. Båda hoparna är faktiskt mer avlägsna än Kolsäcken och ses genom den snarare än mot den. De försvagas med 3,5 magnituder av interstellär fördunkling. Mellan de två hoparna ligger BZ Crucis, ett mycket närmare förgrundsobjekt. 

## Egenskaper

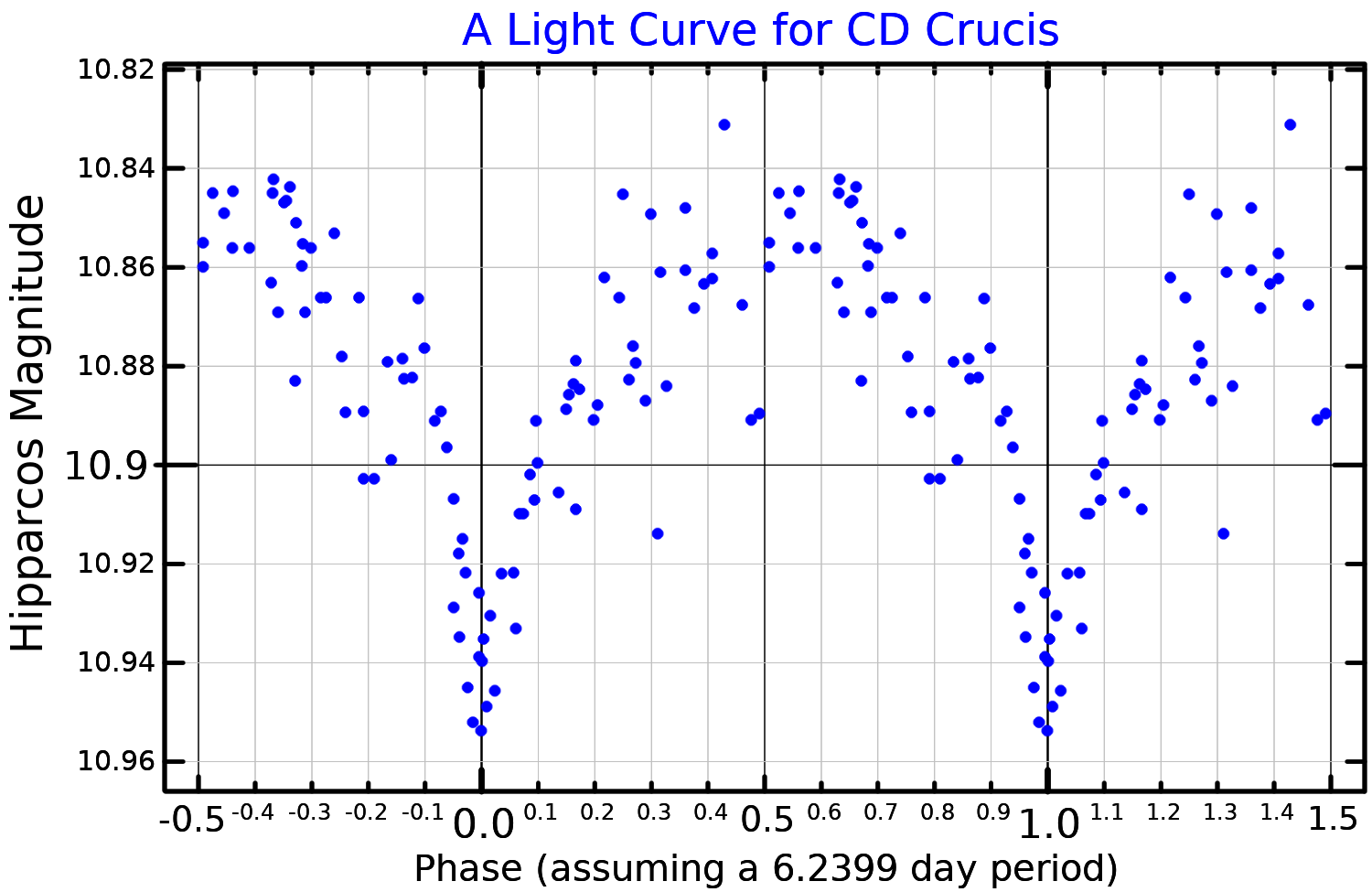
Ljuskurva för CD Crucis, anpassad efter Marchenko et al. (1998).

CD Crucis är en förmörkande dubbelstjärna, som består av en Wolf–Rayet-stjärna, även känd som WR 47, och en stjärna i huvudserien av spektralklass O. Stjärnorna cirkulerar kring varandra i en cirkulär bana med en halv storaxel av 0,3010 bågsekund och en period av 6,2393 dygn.
WR-komponenten har en radie av ca 5 solradier, men dess höga temperatur betyder att den avger över 100  000 gånger mer energi än solen från dess fotosfär. Dess massa har bestämts utifrån omloppsrörelsen till ca 43 solmassor. 
O-stjärnan är större och har en radie av ca 12 solradier, avger energi med ca 880 000 gånger solens och är mer massiv med en massa av ca 51 solmassor. Även om stjärnorna bara är åtskilda med ca 68 solradier, är de väl åtskilda på grund av dess lilla storlek.